# 윤창호 사건
윤창호 사건은 2018년 9월 25일 부산광역시 해운대구에서 발생한 음주 운전 교통사고로 육군 병사 윤창호가 숨진 사건이다. 윤창호씨의 죽음이 헛되지 않게 그 친구들과 가족이 음주 운전에 대한 강력한 처벌을 촉구하는 사회운동을 벌여 제도의 변경을 이끌었다.

## 사건
카투사에 복무하던 윤창호가 휴가를 나왔다.
2018년 9월 25일 오전 2시 25분 면허취소 수준인 혈중알코올농도 0.181%의 만취 상태로 BMW 차량을 운전하던 사람이 해운대구 미포오거리 교차로 횡단보도에서 서 있던 보행자를 쳐서 교통사고가 발생했다.
사고를 당한 이후 윤창호는 머리를 크게 다쳐 뇌사 상태에 빠져 그해 11월 9일 사망했고 나머지 친구들은 전치 3주의 상해를 입었다.
이때 음주운전 사망 사고 피고인에 대한 대법원 양형기준의 권고 형량은 최대 징역 4년 6개월이며 2015∼2017년 음주운전 사망 사고 피고인의 평균 형량은 징역 1년 6개월이다. 
이에 윤창호의 친구들은 청와대 국민청원 등을 통해 "'도로 위 살인행위'인 음주 운전자를 강력하게 처벌하는 법률을 만들어 달라"고 호소해 음주 운전 관련 가해자에 대한 국민적 공분을 이끌어 냈고 이른바 윤창호법이 발의되어 국회에서 본회의를 통과하여 시행되었다. 이 사건 이후 음주 운전과 관련된 처벌이 강화되었으며, 단속 기준도 강화되었다.
한편, 윤창호를 사망하게 하여 특정범죄 가중처벌 등에 관한 법률(위험운전치사) 위반으로 기소된 박모씨(27살)는 공판에서 "운전을 하며 조수석의 여성과 신체 접촉을 한 게 사고의 직접 원인"이라며 "음주가 아닌 부주의 때문에 벌어진 사고"인 만큼 "형량이 낮은 교통사고처리특례법을 적용해 달라"고 재판부에 요청했으나 부산지방법원 동부지원 형사4단독(김동욱 판사)은 “차량 블랙박스 영상을 보면 피고인은 운전 중 혀가 꼬여 어눌한 말투로 동승자와 대화했고, 사고 장소까지 가는 동안 중앙선 침범, 급가속 등을 했다”며 피고인의 주장을 받아들이지 않았고 검찰은 징역 8년을 구형했다. 
2019년 2월 13일에 있은 선고에 앞서 판사는 "기록을 통해 본 고인은 정의로운 사람, 꿈 많고 성실한 아들이자 친구이자 때로는 스승인 것 같다”며 “고인이 꿈꾼 세상이 이름으로나마 남아 꼭 이루어지길 바란다”고 윤창호를 위로한 이후 징역 6년을 선고하며 밝힌 양형이유에서 “양형기준을 벗어나는 형을 정할 때 신중해야 한다”고 하면서 "업무상 주의 의무 위반 정도가 매우 중하고 결과도 참담하다. 음주에 따른 자제력 부족 정도로 치부하기에는 결과가 너무 중하다"며 "피고인의 행위와 그로 인한 중대한 결과에 대한 엄중한 형벌이 불가피하다”고 말했다.
선고 직후 윤창호의 가족과 친구들은 "징역 6년이 너무 가볍다"며 아쉬워했다. 윤창호의 아버지는 “선고가 과연 국민의 정서에 부합하는지 의문이다. 엄중한 판결이 나왔다면 부모로서 조금 면목이 섰을 텐데…”라며 울먹였고, 윤창호와 함께 사고를 당한 친구는 “피해자 입장에서 전혀 이해할 수 없는 결과”라고 불만을 드러냈다.
피고인이 "양형부당", 징역 10년을 구형한 검사가 "반성을 하지 않고 책임을 회피하려 한다"며 항소한 재판에서 부산지방법원 제4형사부(부장판사 전지환)은 쌍방의 항소를 모두 기각하고 원심인 징역 6년형을 유지했다.
하지만 이번 사고와 비슷한 사고가 2019년 11월 16일 오전 11시 20분께 부산광역시 해운대구 좌동 대동사거리 인근에서 면허 취소 수준인 혈중 알코올 농도 0.195%에서 운전을 하던 60대가 몰던 코란도 차량이 횡단보도를 건너기 위해 서 있던 보행자 4명을 치는 사고가 발생해 보행자인 60대 여성은 숨지고 40대 여성과 초등학생 1학년 모자가 다치고 10대 청소년은 발목을 다쳐 수술을 받았다.

## 윤창호 법
이른바 '윤창호 법'은 2018년 11월 29일 국회 본회의를 통과하여 그해 12월 18일부터 시행된 '제1윤창호법'(개정 특정범죄 가중처벌 등에 관한 법률), 다른 하나는 같은 해 12월 7일 통과하여 2019년 6월 25일부터 시행된 '제2윤창호법'(개정 도로교통법)으로 나뉜다.
'제1윤창호법'은, 제5조의 11(위험운전 치사상)에서 음주나 약물 영향으로 정상적인 운전이 곤란한 상태에서 사람을 다치게 하면 "10년 이하의 징역 또는 500만 원"에 처하도록 한 것을 벌금형을 폐지하고 "1년 이상 15년 이하의 징역 또는 1천만 원"으로, 사람을 사망에 이르게 하면 "1년 이상의 유기징역"에서 "무기 또는 3년 이상의 징역"으로 개정한 것이다.
'제2윤창호법'은 운전이 금지되는 음주 기준인 혈중 알코올 농도를 "0.05%"에서 "0.03%"로 낮추고 음주 운전으로 인한 면허 취소의 결격 기간을 연장하고 음주 운전 자체의 벌칙 수준을 상향하는 내용이 포함돼 있다.
윤창호법이 시행된 첫날인 2018년 12월 18일 오후 7시 50분께 인천시 중구 한 도로에서 혈중알코올농도 0.129% 면허취소 수준의 술에 취해 싼타페 차량을 운전하다가 차량 정지 신호를 무시하는 바람에 정상적으로 횡단보도를 건너던 B(63·여)씨를 치어 피해자가 인근 대학병원에서 치료를 받다 사고 발생 2시간 만에 숨지게 한 혐의로 구속 기소된 피고인에 대해 1심 재판부는 "피고인은 음주 운전과 신호 위반으로 횡단보도를 건너던 보행자를 치어 숨지게 했다"며 징역 2년을 선고했으나 항소심 재판부는 "음주 교통사고에 엄벌을 요구하는 국민 목소리가 높아지고 있다"며 "피고인은 죄질이 무겁고 이른바 윤창호법 시행일에 범행을 저질러 실형 선고가 불가피하다"고 판단하면서도 "범행을 모두 인정하며 반성하고 있고 피해자의 유족에게 상당한 위로금을 지급한 뒤 합의한 점 등은 고려했다"며 원심을 파기하고 징역 1년 6월을 선고했다.

## 같이 보기
관련 항목
- 청주 크림빵 뺑소니 사건
- 음주 운전

관련 법률
- 특정범죄 가중처벌 등에 관한 법률